# Edermeg
Edermeg (ros. Эдэрмэг) – wieś (ułus) w Rosji, w Buriacji, w rejonie kiżyngińskim. W 2010 liczyła 514 mieszkańców.